# Onze Lieve Vrouw van Altijddurende Bijstandkerk (Braamt)
De Onze Lieve Vrouw van Altijddurende Bijstandkerk  is een rooms-katholieke kerk in de Nederlandse plaats Braamt. De kerk werd in 1949 ingewijd door de vicaris-generaal van het aartsbisdom Utrecht, dhr. Huurdeman en kreeg als patroonheilige Onze Lieve Vrouw van Altijddurende Bijstand. De driebeukige kruisbasiliek is ontworpen door de Deventer architect Antonius Vosman. De kerk heeft geen toren.
Door de oprichting van de kerk scheidde de gemeenschap zich in 1949 als parochie af van de parochie Zeddam. In 2019 besloot het Bisdom Utrecht vanwege reorganisatie de kerk aan de eredienst te onttrekken. Verbouwing tot appartementencomplex volgde in 2022.